# GSC1855-562
GSC1855-562 — хімічно пекулярна зоря спектрального класу B9, що має видиму зоряну величину в смузі V приблизно 11,5.

## Пекулярний хімічний вміст
Зоряна атмосфера GSC1855-562 має підвищений вміст 
Si
.